# 小山みか
小山 みか（こやま みか、11月29日 - ）は、日本の女性声優・ナレーター。以前はプランダス、ムーブマンに所属していた。現在フリー。活弁やまがた屋にて無声映画上映会の活動写真弁士としても活動。神奈川県鎌倉市出身。血液型A型。東京ミュージック＆メディアアーツ尚美卒業（現：尚美ミュージックカレッジ専門学校）

## 出演作品

### テレビアニメ
- なんくるエイサー（みさきの）沖縄観光PR動画
- BLEACH（留守電の音声）
- 劇場版「屋根裏のポムネンカ」アンドレイカ役
- DVD「東洋宮武が覗いた時代」特典アニメ
- マウスタウン（劇場）

### 吹き替え
- アグリー・ベティ（ジャスティン）
- アメリカを売った男
- アルビン2 シマリス3兄弟 vs. 3姉妹（ヴァレンティナ役）
- 気分はぐるぐる（オリバーの友達）
- キャンプ・ロック2 ファイナル・ジャム　（トレバー）（フランキー・ジョナス）
- ギルモア・ガールズ（恋人）
- ザ・マイナスマン（ロイス）
- ジョナス（フランキー・ジョナス）
- 僕のスウィング（母親）
- フラッシュ・オブ・ジーニアス　（キャシー）
- ナンバーズ天才数学者の事件59話・91話
- アメリカを売った男　（リポーター）
- テラビシアにかける橋　（マディソン）
- ラスベガス　シーズン２第７話　（ブレント）
- ウェイバリー通りのウィザードたち#88#92　（ネルビス）
- レバレッジ～詐欺師たちの流儀2＃11（少年時代の主人公）
- ヤングスーパーマン７第147話
- ジョナス・ブラザーズ　ドリームバックステージ　（フランキー）
- キャンプロック　（トレバー）（フランキー）
- One Tree Hill ４ #1､#3（キース少年）
- レバレッジ～詐欺師たちの流儀＃4奇跡の涙　（女性信者）
- One Tree Hill ３（キース少年）
- レイジングドッグス
- NEVER　LET　GO

### ナレーション
- アドベンチャー日本語出版　ナレーション　他
- 小学館ＤＶＤ「きよことはじめよう！おやこヨガ」
- avex「坂詰美沙子『恋の誕生日』CD発売　ラジオCM」
- 接骨院案内ＶＴＲ　出演・ナレーション
- ＪＲ東日本ＨＰ　旅チャンネル「びゅう」キャラクターナレーション　ナビー

### そのほか声の出演
- テイルズランナー（リナ）

- 幽☆遊☆白書（母親、女生徒）

- NNNニュースリアルタイム（日本テレビ放送網）
- 大人の教科書（フジテレビジョン）

### 舞台
- 松戸市民会館にて活弁やまがた屋として定期公演
- 八ヶ岳高原ヒュッテ・リニューアルイベント　活弁やまがた屋
- 朝日新聞チャリティー企画×キネマ旬報シアター　「活弁つき無声映画上映会」　活弁やまがた屋
- りえちゃんかっちゃんのやらんのか～いVol.2
- 新座市睡足軒の森　「アルノの会　vol.20」
- 平成２６年度(第６９回)文化庁芸術祭参加公演　群読 口伝 平家物語(建礼門院役)’14.11
- NPO法人朗読文化研究所にて　「声に出して楽しむ平家物語」'14.09
- 新座市睡足軒の森　春の文化の祭典　「アルノの会　ｖｏｌ．１８」’14.05
- 新宿区若松地域協働助成事業　「平家物語に親しむ会 Ｖｏｌ.２」’13.12
- 新座市睡足軒の森　春の文化の祭典　「アルノの会　朗読ＬＩＶＥ　ｖｏｌ．１７」’13.05
- Поле(ポーレ) 第３回公演 朗読’13.04
- チャップリン・ザ・ワールド声優口演SPECIAL～ヴォイス･オブ･チャップリン～口演’13.03.30
- アルノの会vol.16「五感で楽しむ言葉たち」語り‵13.02.15
- アルノの会「朗読ＬＩＶＥ　ｖｏｌ．１５」’12.08.10
- アルノの会「声に出して楽しむ平家物語～二つの悲劇～」朗読’11.12
- 新宿区地域協働助成事業「平家物語に親しむ会」朗読’11.12
- 朗読劇「平家物語から」朗読’11.11 「アルノの会　朗読LIVE vol.5」’11.08
- 「声優口演ライブinしたコメ」口演’09.09
- 声優による群読構成劇「口伝 平家物語」’09.05
- 「声に出して読む平家物語- アルノ会」’08.11
- 「朗読 -防人の歌- アルノ会」’07.11
- 朗読劇「花のあと」（作：藤沢周平／演出：友谷文孝）以登・語り
- 朗読劇「羅生門」（作:芥川龍之介）語り
- 真夏の夜の夢 - パック 役（作：シェイクスピア／演出：藤崎達也）
- 牝熊 - おたき 役（作：佐々木武観／演出：友谷文孝）
- 闇に咲く花 - 子守りの少女 役（作：井上ひさし／演出：徳永希良）

### その他
- JR東日本ホームページ 旅チャンネル「びゅう」 - ナビー 役